# Metacnephia shirapovi
Metacnephia shirapovi är en tvåvingeart som beskrevs av Usova och Bazarova 1990. Metacnephia shirapovi ingår i släktet Metacnephia och familjen knott. Inga underarter finns listade i Catalogue of Life.